# メッシーナ地震
メッシーナ地震（伊: Terremoto di Messina del 1908; 英: 1908 Messina earthquake）は、1908年12月28日にイタリア南部のシチリア島からカラブリアにかけて発生した地震。モーメントマグニチュード(Mw)7.1の地震とそれに伴って生じた津波により、震源域となったメッシーナ海峡に面した大都市メッシーナとレッジョ・ディ・カラブリアは壊滅的な被害を受けた。犠牲者の数には諸説あり、8万2000人とも、10万人以上とも推定されている。近代ヨーロッパにおいて最悪の犠牲者を出した地震である。

## 地震
1908年12月28日（月曜日）午前5時20分頃（現地時間）、メッシーナ海峡を震源域として、モーメントマグニチュード7.1の地震が発生した。地震の揺れは北東ないし東へ約400km離れたアルバニアやイオニア諸島でも感じられた。地震の揺れが非常に大きいものであったばかりでなく、津波が発生したことで被害が大きなものとなった。津波は、メッシーナ南部およびレッジョ・ディ・カラブリア南部で最大12メートルを記録している。
6,000 km2におよぶ地域でほぼすべての建物が破壊され、メッシーナ海峡に面した2つの大都市、メッシーナ（人口14万人）とレッジョ・ディ・カラブリア（人口4万5000人）は深刻な被害を受けた。特にメッシーナでは地震と津波の襲来によって建築物の90%が破壊された。
メルカリ震度階級は19世紀後半から20世紀初頭にかけて考案・改良されたが、サンフランシスコ地震（1906年）のメルカリ震度 X を上回り、初めて XI が記録された。メッシーナとレッジョ・ディ・カラブリアの震度について、イタリア国立地球物理学火山学研究所（INGV）の地震データベースは改正メルカリ震度 で X - XI としているが（郊外で最大震度XI）、同じくINGVの写真ギャラリーでは改正メルカリ震度 XI - XII に達したとも記されている。

### 犠牲者数
メッシーナとレッジョ・ディ・カラブリアをはじめとして、多くの犠牲者が出たと報告されているが、正確な犠牲者は不明である。推測値には6万人とするものから10万人以上とするものまで、諸説に幅がある。
- 8万2000人（E. Guidoboni ら[注釈 6]、宇津徳治[3]）
- メッシーナで6万5000人、レッジョ・ディ・カラブリアで2万5000人[8]
- 12万3000人[7]

E. Guidoboni らは8万2000人（地震による死者8万人、津波による死者2000人）としている。日本の宇津徳治も「世界の被害地震の表」で8万2000人を採用しており、日本の気象庁は地震被害の比較にこの数字を引用している。いずれにしても、犠牲者数の面では近代ヨーロッパで最悪の地震であり、世界的に見ても記録的な犠牲者を出した地震の一つであると言える。
| 順位 | 震央                           | 発生日（UTC）  | 死者・行方不明者数（人） | 規模（M） |
| ---- | ------------------------------ | -------------- | ------------------------ | --------- |
| 1    | 中国・華県                     | 1556年1月23日  | 約830,000                | 8.0       |
| 2    | ハイチ・ポルトープランス       | 2010年1月12日  | 約320,000                | 7.0       |
| 3    | アンティオキア                 | 115年12月13日  | 約≧260,000               | 7.5       |
| 4    | アンティオキア                 | 526年5月29日   | 約≧250,000               | 7.0       |
| 5    | 中国・唐山                     | 1976年7月28日  | 約≧240,000               | 7.8       |
| 6    | 中国・海原                     | 1920年12月16日 | 約200,000 - 240,000      | 8.6       |
| 7    | インドネシア・アチェ州沖       | 2004年12月26日 | 約230,000                | 9.1       |
| 7    | アゼルバイジャン・ギャンジャ   | 1139年9月30日  | 約230,000                | -         |
| 9    | 中国・洪洞                     | 1303年9月25日  | 約≧200,000               | 7.6       |
| 10   | イラン・ダームガーン           | 856年12月22日  | 約200,000                | 7.9       |
| 11   | イラン・アルダビール           | 893年3月23日   | 約150,000                | -         |
| 12   | シリア・アレッポ               | 533年11月29日  | 約130,000                | -         |
| 12   | シリア・アレッポ               | 1138年10月11日 | 約130,000                | 7.1       |
| 14   | イタリア・メッシーナ           | 1908年12月28日 | 82,000 - 120,000         | 7.1       |
| 15   | トルクメニスタン・アシガバード | 1948年10月6日  | 約110,000                | 7.3       |
| 16   | 日本・関東                     | 1923年9月1日   | 105,385                  | 7.9       |
| 17   | 中国・直隷                     | 1290年9月27日  | 約100,000                | 6.8       |

## 被害の状況
メッシーナやレッジョ・ディ・カラブリアでは、被災の時刻を「午前5時21分」として記憶している。
この地域の建築物は、脆弱な基礎の上に重い屋根を載せて建てられており、このような大地震に耐えられる構造とはなっていなかった。建築方法・資材の強度が不十分であったばかりでなく、当地で過去15年にわたって頻発していた地震が家屋に損傷を与えていた。救助隊は数週間にわたって瓦礫の中で生き埋めになった人々を捜索した。一家全員が数日後に救出されたケースもあったが、数千人はそのまま埋没死してしまった。
メッシーナでは、あらゆる通信・交通手段が寸断され、電線・ガス・街灯が損傷、津波の襲来によって建築物の90%が破壊された。

## 救援活動

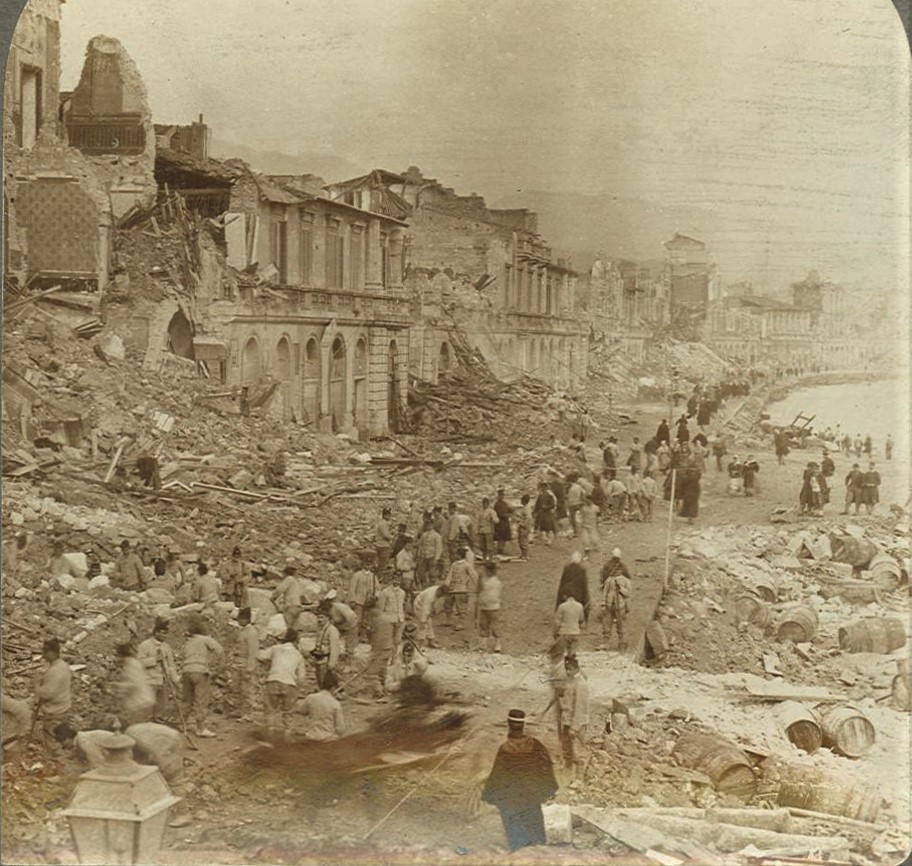
地震と津波による被害を受けたメッシーナ

被災地域の通信・交通は破壊されたため、震災の情報はイタリア海軍の水雷艇によって、電信線が生き残っていたニコーテラにもたらされたが、それはようやくその日の深夜になってのことであった。震災は世界各地にトップニュースとして伝わり、国際赤十字の支援を受けて国際的な救助活動が行われることになった。
救援活動は海上から行われた。イタリア海軍と陸軍は、捜索と負傷者の手当て、被災者の避難（艦船によって行われた）にあたった。また、略奪者には発砲が行われることになった。被災地には国王ヴィットーリオ・エマヌエーレ3世夫妻も到着した。
地震発生直後から現地で救援活動を行い、住民の救助や避難に協力した外部の人々は、港に停泊していた艦船の乗組員であった。たとえばメッシーナ港に停泊していたイギリスの貨物船 SS Afonwen の船長らは被災地での救助活動をおこない、アルバート・メダル (Albert Medal for Lifesaving) を受けている。地中海で活動していたロシア海軍・イギリス海軍は、最初期から救援に入り、水兵によって捜索と瓦礫撤去がすすめられたほか、医官による医療の提供が行われた。
ロシア海軍からは戦艦「ツェサレーヴィチ」「スラヴァ」および巡洋艦「アドミラル・マカロフ」「ボガトィーリ (Russian cruiser Bogatyr) 」が支援を命じられた。また、イギリス海軍からは戦艦「エクスマス (HMS Exmouth (1901)) 」、巡洋艦「ユーライアラス (HMS Euryalus (1901)) 」「ミナーヴァ (HMS Minerva (1895)) 」「サトレッジ (HMS Sutlej (1899)) 」が出動した。
フランス海軍からは戦艦「ジュスティス (French battleship Justice) 」「ヴェリテ (French battleship Vérité) 」と駆逐艦3隻が派遣され、アメリカ海軍は世界一周航海を行っていたグレート・ホワイト・フリートと補給艦2隻に支援を命じた
。また、ドイツなどほかの国々の艦船も支援活動に応えた。
スイスも援助国として連帯に加わっっている。

## 原因
メッシーナ海峡周辺はユーラシアプレートとアフリカプレートの境界に近く、アルプス・ヒマラヤ造山帯の範囲にあり、イタリアの火山活動や、カラブリア弧（英: Calabrian Arc、伊: Arco calabro）と呼ばれる地震活動の活発な地域である。
カラブリア南部では、この地震に先立って、マグニチュード6以上と推定される地震が1894年 (it:Terremoto della Calabria meridionale del 1894) 、1905年 (英語版) 、1907年に発生している。さらに歴史をさかのぼれば、紀元前91年、361年、1509年、1783年のカラブリア地震 (英語版) という大地震がこの周辺で発生している。
2008年に発表された Andrea Billi らの研究では、津波を発生させたのは地震そのものではなく、地震を引き金とした大規模な地滑りであるとの説を提唱している。

## その後

### 復興と移民
明けて1909年、再建が始まるとともに、防災措置が取られることとなった。建築物は、この地震と同規模の地震に耐えられるように設計された。しかし、復興の進まない中でイタリアのほかの地域に移住する住民も多く、アメリカ合衆国への移民を余儀なくされた人々もいた。
震災による移民がたどった一挿話として、貨客船「フロリダ」の事故が挙げられる。1909年、移民850人の乗客を載せてナポリから出港した「フロリダ」は、大西洋で霧の中で進路を見失い、豪華客船「リパブリック」に衝突、「フロリダ」では3人が即死した。船上で発生したパニックに対して、船長は空中への発砲などの手段をとってようやく沈静化に成功する。地震と海難を生き延びた人々は、救助されてニューヨーク港に到着し、新しい生活を送ることとなったのであった。

### 地震学研究

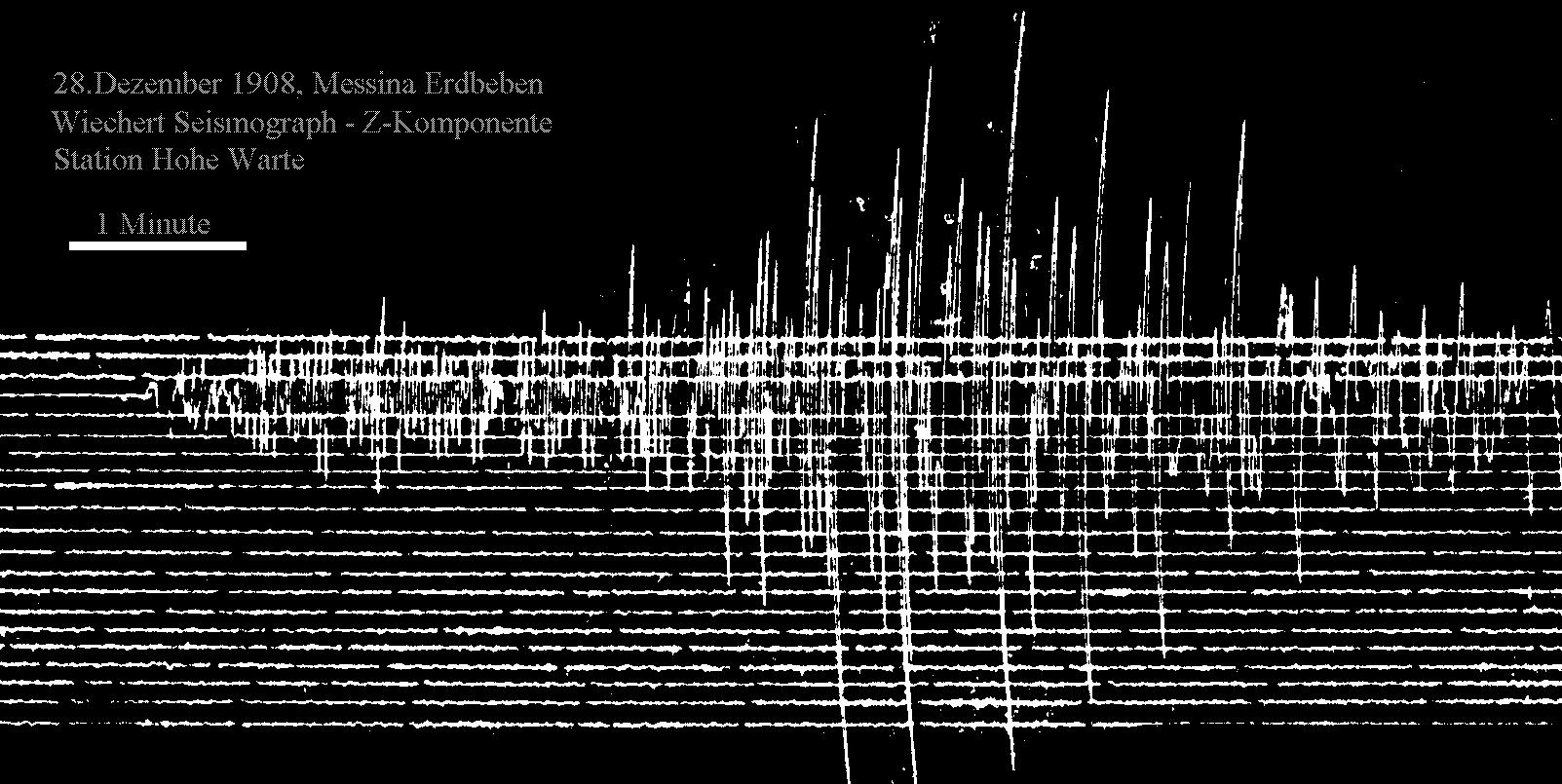
メッシーナ地震の地震波形の記録

この地震は、地震学史上は近代的な計器観測データが残る最初期の大地震の一つでもある。20世紀初頭は地震観測機器の発展がみられた時期で、ウィーヘルト式地震計などが世界各地に配備されるようになった。
メッシーナ地震の記録は、建築・環境と地震被害の関係についての研究材料を提供し、20世紀における地震学研究・防災研究の発展に寄与した。発生直後から、マリオ・バラッタ (it:Mario Baratta) 、G・B・リッツォ（G. B. Rizzo）、ジュゼッペ・メルカリら多くの学者が地震の発生メカニズムについて研究し、規模や被害を推計した。日本の大森房吉も現地に入り、震央や地震規模を推定する論文を発表して研究史に寄与している。
1980年代前半以後、地震学研究にコンピュータが導入されることによってメッシーナ地震の再検討が行われ、等震線の作成や波形のモデリングをはじめとする研究がすすめられた。2000年代以後は津波の発生機序など多くの議論が深められている。

### 記憶
メッシーナ市は、震災後100周年の2008年に、全長40分あまりのドキュメンタリー映像作品 "Messina 1908" を制作した。震災前の市街や老若男女の市民たちの日常生活の写真をコラージュし、音楽を付したコンピュータアニメーション作品で、歴史的な解説について字幕でなされるほかは音声によるナレーションが排され、震災で失われたものについて観る者が思いを馳せることを意図して製作されている。

## ギャラリー

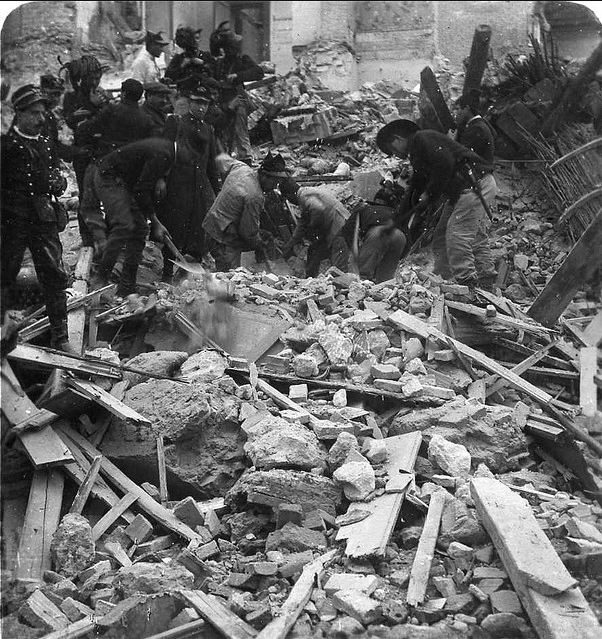
瓦礫を掘る兵士（ベルサリエリ）。1908年12月、メッシーナ。
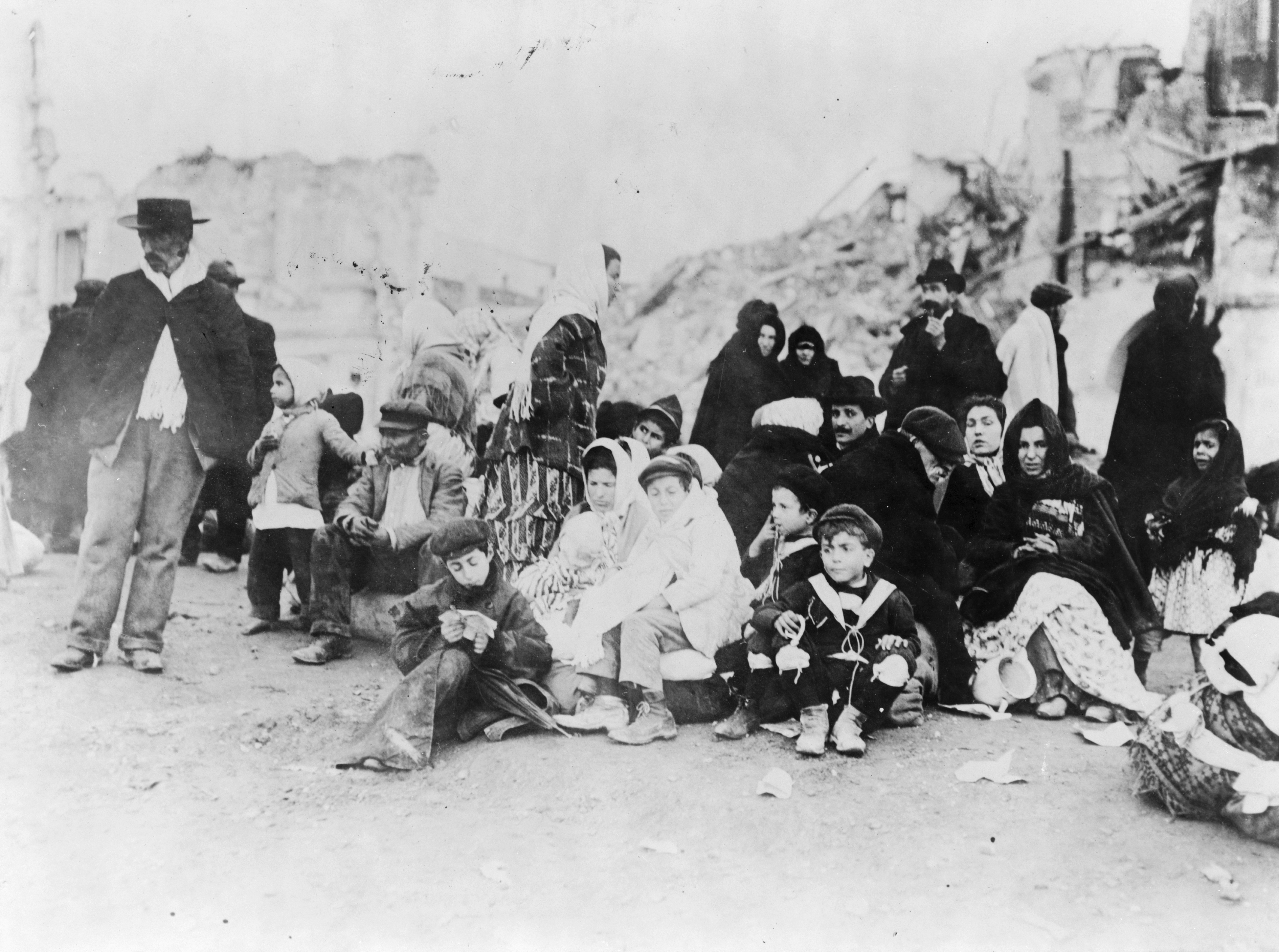
シチリアの生存者たち。1909年ごろ。
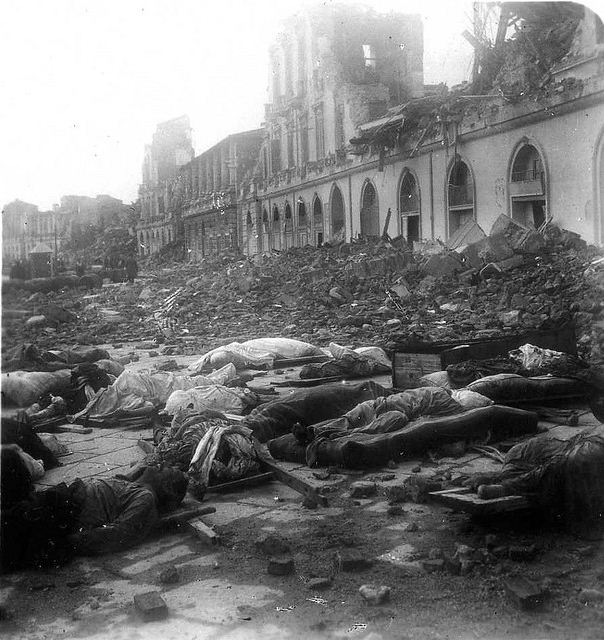
震災犠牲者の遺体。1908年12月、メッシーナ。
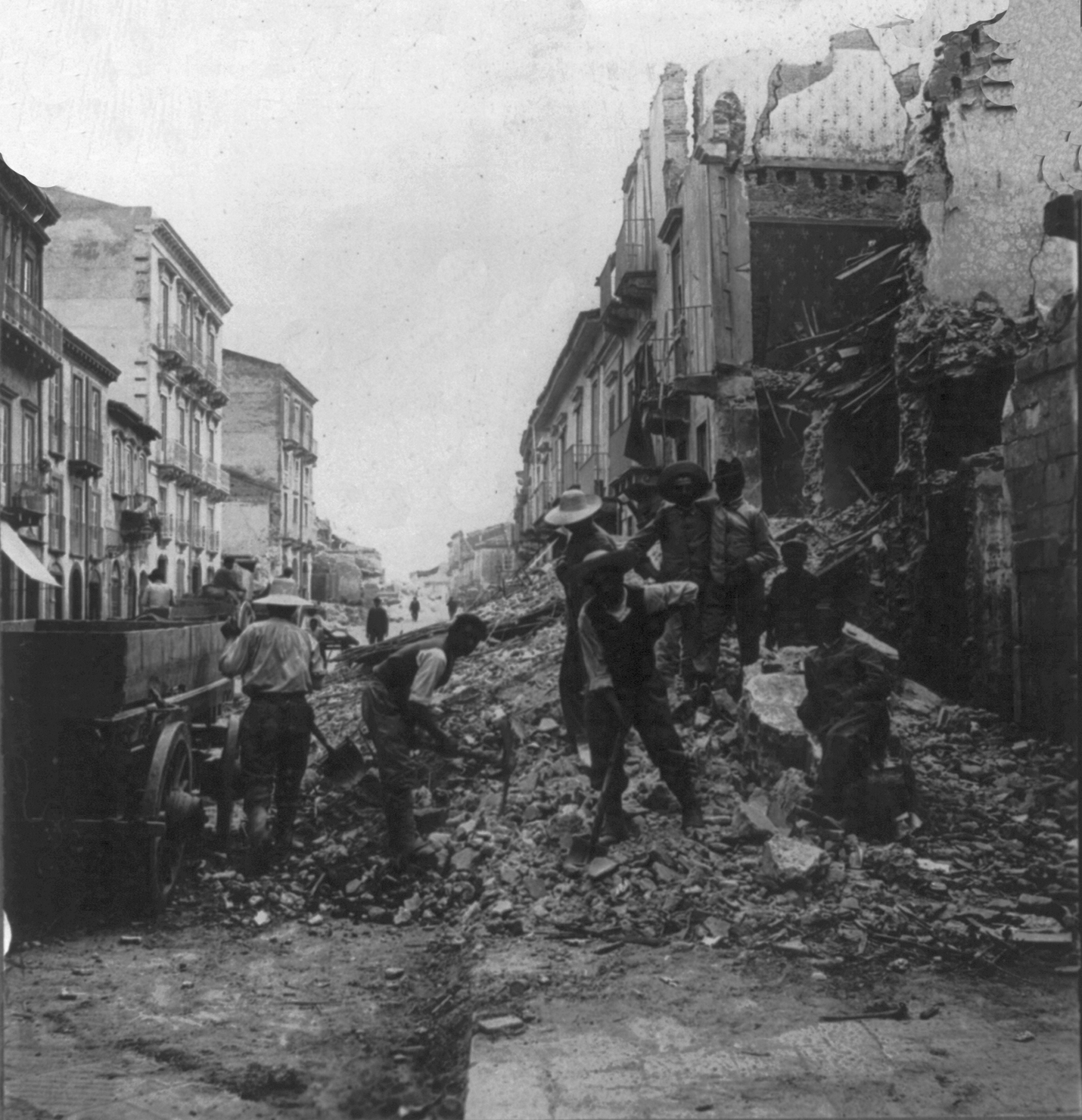
カターニアへ向かう道路をふさぐ瓦礫の撤去。
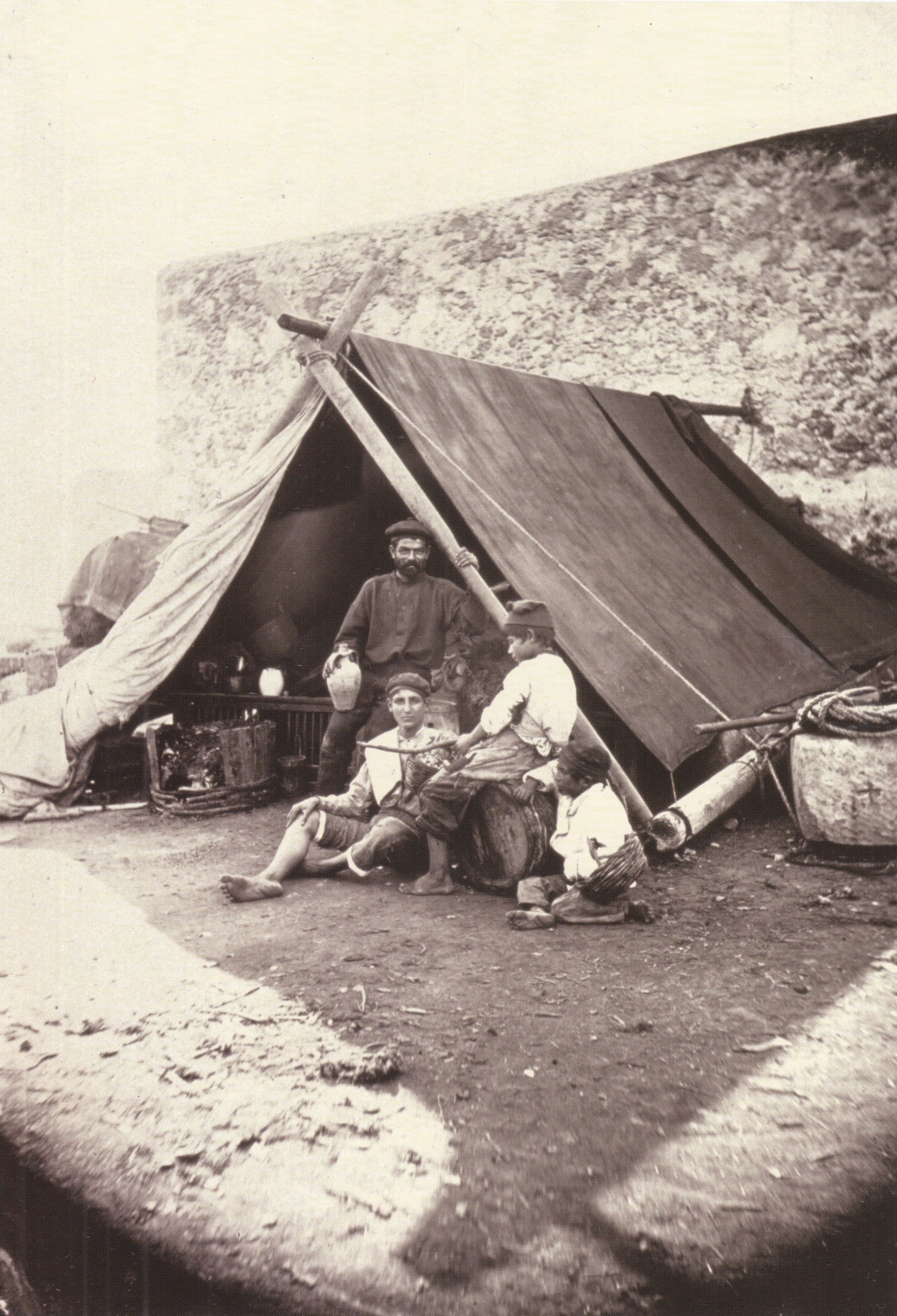
生存者のテント。多くの人々が家を失った。1908年、メッシーナ。
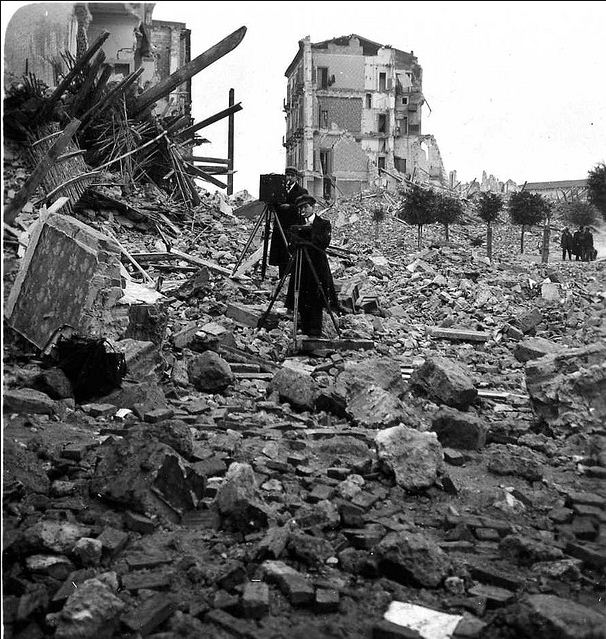
被災地を撮影する2人の報道カメラマン。1908年12月、メッシーナ。
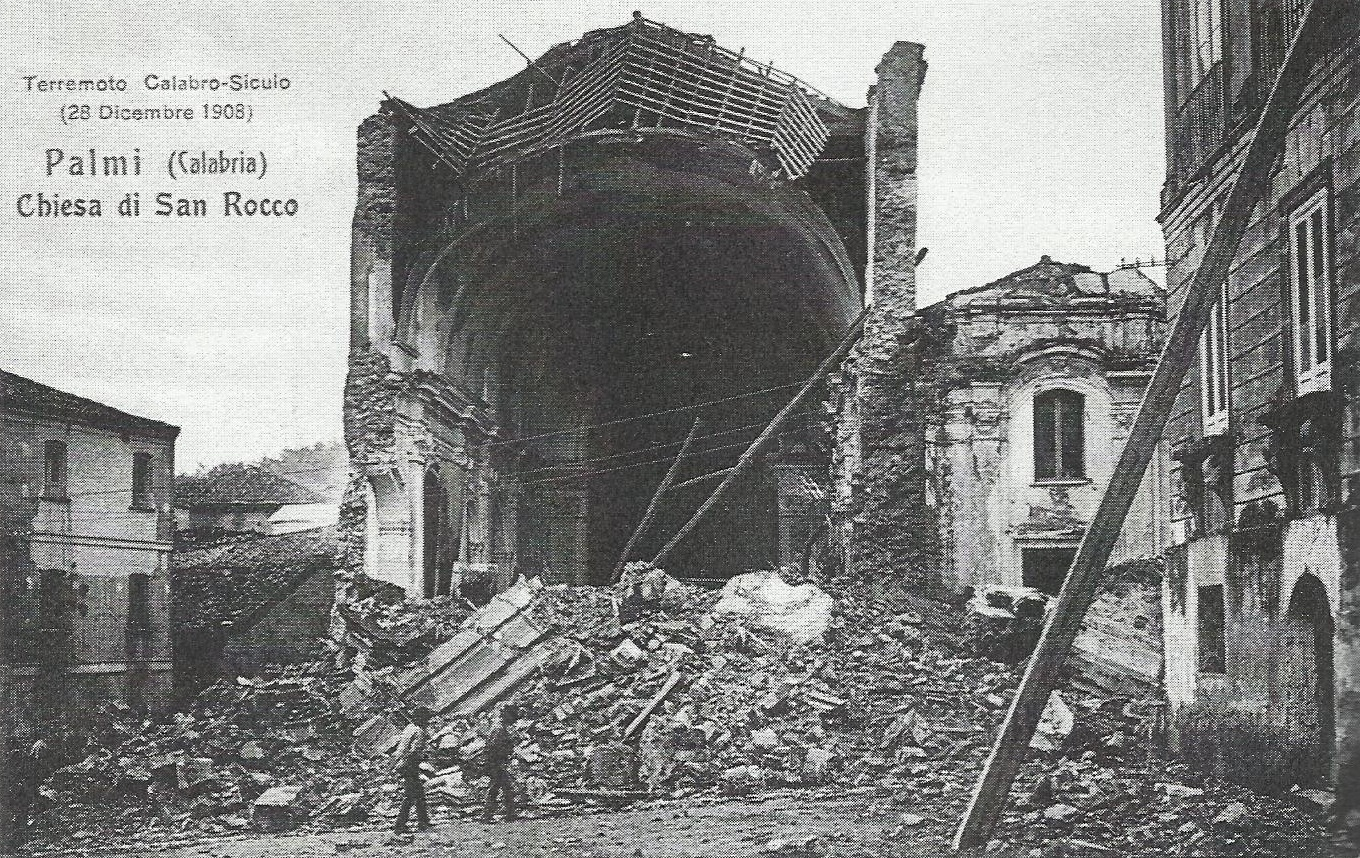
破壊されたパルミのサン・ロッコ教会。